# Anthobates reductus
Anthobates reductus es una especie de coleóptero de la familia Scraptiidae.

## Distribución geográfica
Habita en Transcaspia (Rusia).